# Arzberg (Gemeinde Passail)
Die ehemalige Gemeinde Arzberg (Ausspracheⓘ) mit 492 Einwohnern (Stand 1. Jänner 2024) liegt in der gleichnamigen Bergbauregion in der Steiermark nordöstlich von Graz. Sie war eine Mitgliedsgemeinde im Almenland. Im Rahmen der Gemeindestrukturreform in der Steiermark ist sie ab 2015 mit den Gemeinden Passail, Hohenau an der Raab und Neudorf bei Passail zusammengeschlossen, die neue Gemeinde führt den Namen Marktgemeinde Passail weiter. Grundlage dafür ist das Steiermärkische Gemeindestrukturreformgesetz – StGsrG.

## Geografie

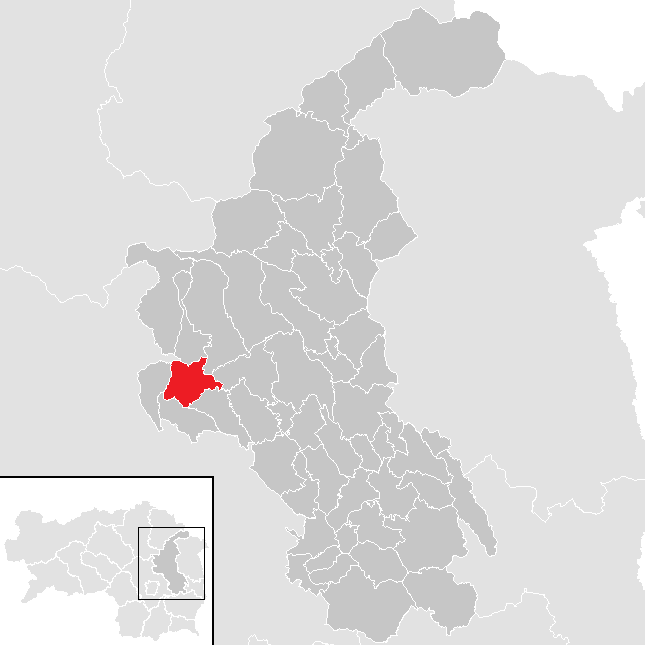
Lage der ehemaligen Gemeinde im Bezirk Weiz

Arzberg liegt im Bezirk Weiz im österreichischen Bundesland Steiermark im Tal der Raab. Nördlich von Arzberg ist der Eingang zur naturnahen Raabklamm, deren Besuch kostenlos ist. Östlich steigt das Gelände steil zum Sattelberg hin an.

### Gliederung der ehemaligen Gemeinde
Die ehemalige Gemeinde Arzberg bestand aus einer Katastralgemeinde und zugleich einer Ortschaft, die aus den Ortslagen Arztal, Blotschgraben, Breitenau, Buchberg, Burgstall, Feichtgraben, Geigental, Kaltenberg, Oberbuchberg, Rauchenberg, Ruine Stubegg, Schöcklgraben, Stadlberg, Wallhütten, Wiedenberg und Wölling bestand.

### Geologie
Die silberführenden Blei- und Zinkerze bildeten sich vor circa 400 Millionen Jahren. Erzschlämme lagerten sich als Folge von Vulkanausbrüchen und Erdbeben auf dem Grund des damaligen Ur-Meeres ab, das sich im Gebiet der heutigen Region Arzberg erstreckte. Im Laufe der Erdentwicklung bildeten sich aus den Erzschlämmen die Arzberger Erzlager.

## Geschichte
In einer Schenkungsurkunde vom 12. Juli 1242 wird Arzberg, was so viel wie Berg aus Erz bedeutet, erstmals als „Aerzeperck“ erwähnt.

### Bergbau
Bereits im frühen Mittelalter wurde silberhaltiger Galenit (Bleiglanz) als Rohstoff für eine reichhaltige Gewinnung von Silber abgebaut, mit dem die Grazer Münze versorgt wurde. 1424 wurde die Bergbautätigkeit durch die „Rechberger Bergordnung“ rechtlich geregelt.
Die Blütezeit des Abbaus von Bleiglanz zur Silber- und Bleierzeugung war im 18. Jahrhundert. Aus 1000 kg Gestein gewann man 0,5 kg Silber. Der Abbau wurde aber auch noch im 19. Jahrhundert betrieben. Die Ortsgemeinde als autonome Körperschaft entstand 1850. Von ca. 1900 bis 1927 erfolgte der Abbau von Galenit und Sphalerit (Zinkblende) zur Gewinnung von Blei, Silber und Zink. Eigentümer der Bergwerke wird 1903 die Aktiengesellschaft Societé des Zincs et Plombs Argentifers de Styrie, Lausanne (Schweiz). Im Jahr 1909 wurde die Aktiengesellschaft Societé des Mines d’Haufenreith, Paris (Frankreich) neuer Eigentümer. Während des Ersten Weltkrieges wurden die Rohstofflagerstätten der Region von 1915 bis 1918 unter militärische Verwaltung gestellt. In der Folge musste wegen wirtschaftlicher Schwierigkeiten ein Zwangsverwalter eingesetzt werden. Nach dem Ersten Weltkrieg wurde von 1918 bis 1924 die Montana Bergbau Industrie Ges.m.b.H. Eigentümer der Bergwerke. Im Jahr 1924 wechselte der Eigentümer erneut, die Bergwerke gehörten jetzt der Haufenreither Blei- und Zinkerz Bergbau AG, Wien, die die Bergbautätigkeit im Raum Arzberg 1927 einstellte. Nach Abschluss der Sicherungsarbeiten erfolgte 1935 die Heimsagung der Bergleute. In den Jahren 1973 bis 1975 wurden die Lagerstätten erneut auf Rentabilität des Abbaus untersucht. Eine Wiederaufnahme der Bergbautätigkeit wurde jedoch verworfen. Einer der alten Stollen wurde als Schaubergwerk eingerichtet.
So nahm 1995 der Schau- und Lehrstollen in der Gemeinde Arzberg seinen Betrieb auf, der somit das einzige noch begehbare Silberbergwerk im Grazer Bergland ist. Der Weg durch das Schaubergwerk, das nur im Rahmen einer Führung besichtigt werden kann, führt vom Raab-Stollen, über den Raabschacht und den Arzbergschacht zum Erb-Stollen.

## Kultur und Sehenswürdigkeiten

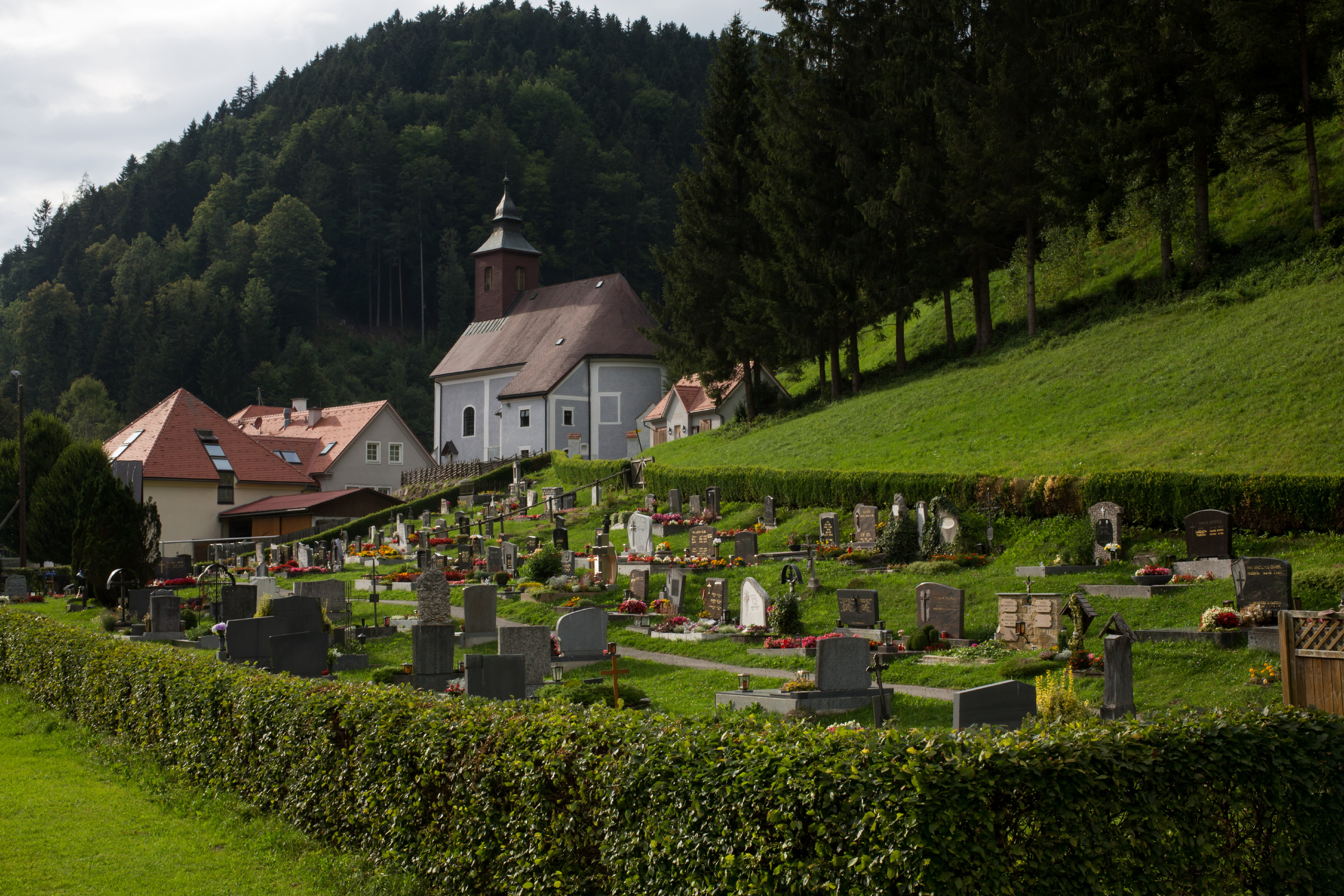
Pfarrkirche Arzberg

- Katholische Pfarrkirche Arzberg hl. Jakobus der Ältere

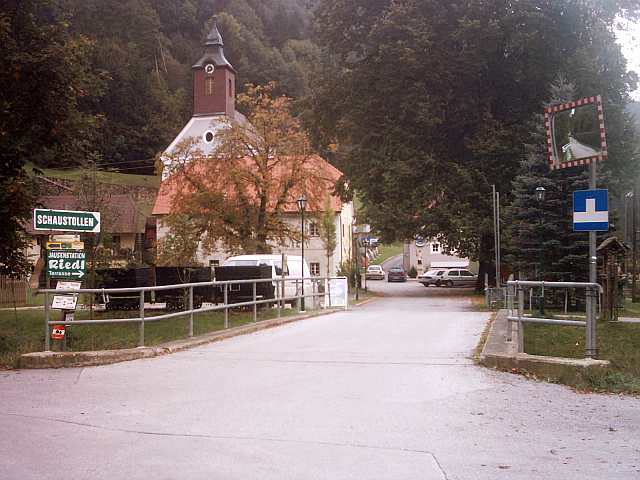
Ortschaft Arzberg
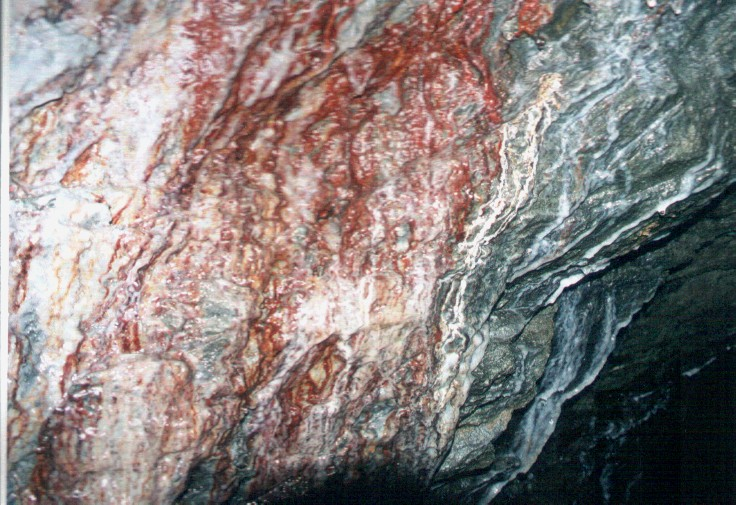
Eisenerzspuren
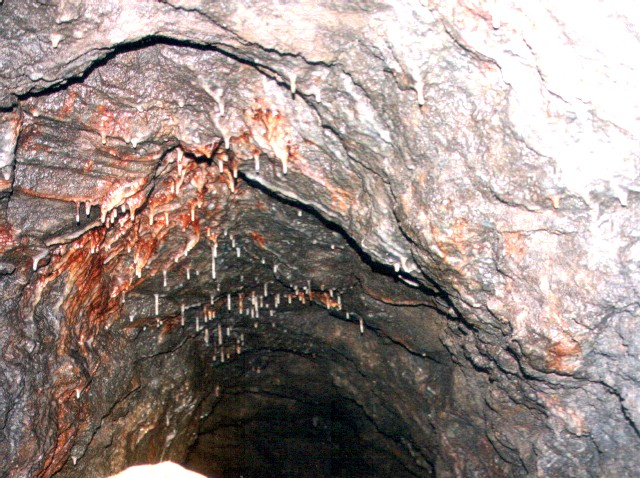
Tropfsteinbildung im Stollen und Eisenerzspuren
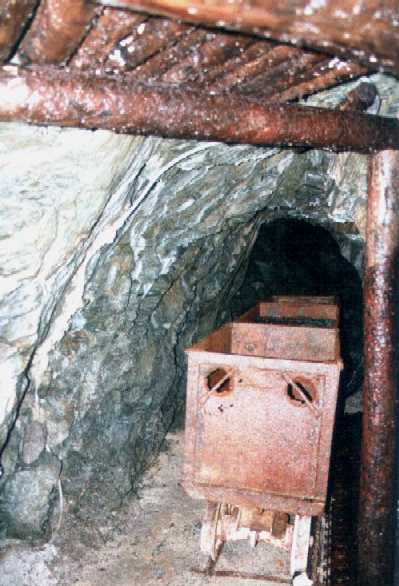
Stollen mit Lore
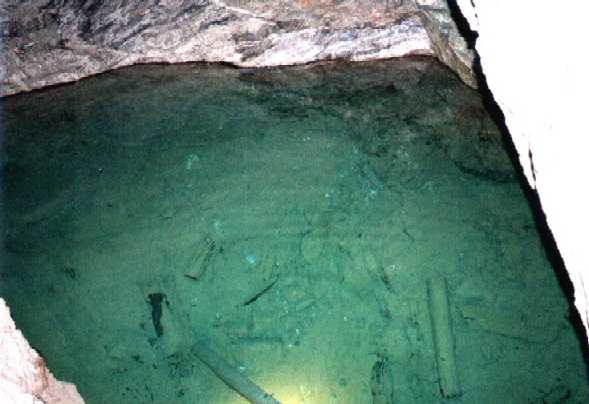
Wassergefülltes Gesenk

## Wirtschaft und Infrastruktur

### Sport
Die Fußballmannschaft von USV-Arzberg spielt momentan in der Unterliga Ost (sechsthöchste Leistungsstufe in Österreich).
- Saison 2011/12: Platz 2 (1. Klasse Ost B)
- Saison 2012/13: Platz 2 (1. Klasse Ost B)
- Saison 2013/14: Platz 3 (1. Klasse Ost B)
- Saison 2014/15: Platz 1 (1. Klasse Ost B – Aufstieg in die Gebietsliga Ost)
- Saison 2015/16: Platz 6 (Gebietsliga Ost)
- Saison 2016/17: Platz 2 (Gebietsliga Ost – Aufstieg in die Unterliga Ost)
- Saison 2017/18: Unterliga Ost

## Ehemalige Politik
Der Gemeinderat setzte sich nach der Wahl 2010 folgendermaßen zusammen: 7 ÖVP und 2 SPÖ.
Letzter Bürgermeister war Franz Kappmaier (ÖVP).

### Wappen
Die Verleihung des Gemeindewappens erfolgte mit Wirkung vom 1. März 1977.

Blasonierung (Wappenbeschreibung):
„In grünem Schild ein gestürzter silberner Anker unterlegt vom silbernen Bergwerkszeichen.“

### Partnerschaft
- Arzberg (Oberfranken), Deutschland, seit 1977

## Persönlichkeiten

### Ehrenbürger
- 1988: Josef Krainer (1930–2016), Landeshauptmann der Steiermark 1980–1996[6]